# Fidji aux Jeux olympiques
Le Comité national olympique des Fidji est créé en 1949 et est reconnu par le Comité international olympique (CIO) en 1955.
Les Fidji participe aux Jeux olympiques depuis 1956 et a envoyé des athlètes à chacune des 12 éditions des Jeux d'été depuis cette date sauf en 1964 et en 1980. Le pays a participé trois fois aux Jeux d'hiver en 1988, en 1992 et en 2002. Ses médailles olympiques sont au nombre de quatre, dont deux en or : les titres remportés par l'équipe masculine de rugby à sept, aux Jeux de Rio 2016 puis à ceux de Tokyo 2020, auquel s'ajoute la médaille d'argent obtenue aux Jeux de Paris 2024, l'équipe féminine de rugby à sept montant aussi sur le podium (médaille de bronze) à Tokyo.  

## Présentation
Ses athlètes ont pris part aux compétitions d'athlétisme, de judo, de tir, de nage, d'haltérophilie et de rugby à 7.
Le 11 août 2016, le pays remporte son premier titre olympique avec le rugby à sept masculin lors des Jeux de Rio de Janeiro. 
L'équipe masculine de rugby à sept conserve son titre lors des Jeux suivants à Tokyo en battant la Nouvelle-Zélande en finale (27-12). Dans le tournoi féminin, les Fidji montent également sur le podium en remportant le match pour la médaille de bronze face à la Grande-Bretagne (21-12).
Avant l'introduction du Rugby à 7, le sport national de l'archipel, lors des Jeux de Rio, seuls deux athlètes avaient pris part aux Jeux Olympiques en réussissant les minima qualificatifs, les autres ayant été invités par wild card. Ces deux athlètes sont Makelesi Bulikiobo (en), qui s'était qualifié à l'épreuve féminine du 400 mètres des Jeux Olympiques de Pékin en 2008, et Leslie Copeland, qui, grâce à un jet de 80,45 mètres, s'était qualifié pour l'épreuve masculine du lancer du javelot des Jeux de Londres en 2012,.
Les athlètes fidjiens aux Jeux Olympiques d'hiver sont Rusiate Rogoyawa au ski de fond (1988, 1994) et Laurence Thoms en ski alpin (2002), les deux ayant participé en étant invités.

## Tableaux des médailles

### Médailles aux Jeux d'été
| Jeux             | Athlètes          | Or                | Argent            | Bronze            | Total             | Classement        |
| Melbourne 1956   | 5                 | 0                 | 0                 | 0                 | 0                 | –                 |
| Rome 1960        | 2                 | 0                 | 0                 | 0                 | 0                 | –                 |
| Tokyo 1964       | n'a pas participé | n'a pas participé | n'a pas participé | n'a pas participé | n'a pas participé | n'a pas participé |
| Mexico 1968      | 1                 | 0                 | 0                 | 0                 | 0                 | –                 |
| Munich 1972      | 2                 | 0                 | 0                 | 0                 | 0                 | –                 |
| Montréal 1976    | 2                 | 0                 | 0                 | 0                 | 0                 | –                 |
| Moscou 1980      | n'a pas participé | n'a pas participé | n'a pas participé | n'a pas participé | n'a pas participé | n'a pas participé |
| Los Angeles 1984 | 15                | 0                 | 0                 | 0                 | 0                 | –                 |
| Séoul 1988       | 24                | 0                 | 0                 | 0                 | 0                 | –                 |
| Barcelone 1992   | 19                | 0                 | 0                 | 0                 | 0                 | –                 |
| Atlanta 1996     | 17                | 0                 | 0                 | 0                 | 0                 | –                 |
| Sydney 2000      | 7                 | 0                 | 0                 | 0                 | 0                 | –                 |
| Athènes 2004     | 10                | 0                 | 0                 | 0                 | 0                 | –                 |
| Pékin 2008       | 6                 | 0                 | 0                 | 0                 | 0                 | –                 |
| Londres 2012     | 9                 | 0                 | 0                 | 0                 | 0                 | –                 |
| Rio 2016         | 52                | 1                 | 0                 | 0                 | 1                 | 54e               |
| Tokyo 2020       | 29                | 1                 | 0                 | 1                 | 2                 | 59e               |
| Paris 2024       | 36                | 0                 | 1                 | 0                 | 1                 | –                 |
| Total            | 236               | 2                 | 1                 | 1                 | 4                 | –                 |

### Médailles aux Jeux d'hiver
| Jeux                | Athlètes          | Or                | Argent            | Bronze            | Total             | Classement        |                   |
| Calgary 1988        | 1                 | 0                 | 0                 | 0                 | 0                 | –                 |                   |
| Albertville 1992    | n'a pas participé | n'a pas participé | n'a pas participé | n'a pas participé | n'a pas participé | n'a pas participé |                   |
| Lillehammer 1994    | 1                 | 0                 | 0                 | 0                 | 0                 | –                 |                   |
| Nagano 1998         | n'a pas participé | n'a pas participé | n'a pas participé | n'a pas participé | n'a pas participé | n'a pas participé | n'a pas participé |
| Salt Lake City 2002 | 1                 | 0                 | 0                 | 0                 | 0                 | –                 |                   |
| Turin 2006          | n'a pas participé | n'a pas participé | n'a pas participé | n'a pas participé | n'a pas participé | n'a pas participé |                   |
| Vancouver 2010      | n'a pas participé | n'a pas participé | n'a pas participé | n'a pas participé | n'a pas participé | n'a pas participé |                   |
| Sotchi 2014         | n'a pas participé | n'a pas participé | n'a pas participé | n'a pas participé | n'a pas participé | n'a pas participé |                   |
| Pyeongchang 2018    | n'a pas participé | n'a pas participé | n'a pas participé | n'a pas participé | n'a pas participé | n'a pas participé |                   |
| Pékin 2022          | n'a pas participé | n'a pas participé | n'a pas participé | n'a pas participé | n'a pas participé | n'a pas participé |                   |
| Total               | 3                 | 0                 | 0                 | 0                 | 0                 | –                 |                   |